# 黄毛蒿
黄毛蒿（学名：Artemisia velutina）为菊科蒿属的植物，为中国的特有植物。分布在中国大陆的云南、湖南、山东、河南、福建、陕西、四川、湖北、山西、安徽、西藏、江西等地，生长于海拔500米至2,000米的地区，见于低以及中海拔地区，目前尚未由人工引种栽培。